# Pod Bukovou horou
Pod Bukovou horou je dobrovolný svazek obcí v okresu Ústí nad Orlicí, jeho sídlem je Dolní Čermná a jeho cílem je koordinace jednotlivých potřeb obcí v oblasti regionu. Společné vystupování a jednání ve vztahu k orgánům státní správy, krajské samosprávy, apod. Společný postup při řešení úkolů v oblasti: cestovního ruchu, životního prostředí, odpadového hospodářství, školství, dopravní obslužnosti, propagace a další informace. Sdružuje celkem tři obce a byl založen v roce 2002.

## Obce sdružené v mikroregionu
- Dolní Čermná
- Horní Čermná
- Petrovice

V minulosti byly členy svazku obce Bystřec, Horní Heřmanice, Verměřovice a Výprachtice.